# マリア・ペクリ
マリア・ペクリ（Mária Pékli 1972年6月12日- ）はオーストラリアの女子柔道選手。ハンガリーのバヤ出身。階級は57kg級。身長158cm。

## 人物
最初はハンガリーの56kg級の選手として活躍していて、1992年バルセロナオリンピックに出場するが初戦で敗れた。1993年の世界選手権では5位となった。1996年アトランタオリンピックでは準々決勝でスペインのイサベル・フェルナンデスに敗れた。その後、国籍をオーストラリアに変更すると、2000年のシドニーオリンピック57kg級では、準決勝でフェルナンデスに判定で敗れるも銅メダルを獲得した。2004年アテネオリンピックでは初戦で敗れた。2008年北京オリンピックでは準決勝でイタリアのジュリア・クインタバレに指導2で敗れるなどして5位に終わった。
日本の谷亮子及びキューバのドリュリス・ゴンサレスと並んで、柔道競技におけるオリンピック5大会連続出場記録を残すこととなった。

## 主な戦績
- 1989年 - ヨーロッパジュニア　2位(52kg級)
- 1992年 - ハンガリー国際　3位
- 1992年 - オーストリア国際　3位
- 1993年 - ハンガリー国際　2位
- 1993年 - 世界選手権　5位
- 1995年 - オーストリア国際　3位
- 1995年 - ハンガリー国際　3位
- 1996年 -  オーストリア国際　3位
- 1996年 - ハンガリー国際　優勝
- 1996年 - チェコ国際　3位
- 1996年 - ポーランド国際　3位
- 1996年 - ヨーロッパ選手権　2位
- 2000年 - オセアニア選手権　優勝
- 2000年 - オランダ国際　2位
- 2000年 - シドニーオリンピック　3位
- 2001年 - ハンガリー国際　2位
- 2001年 - 環太平洋柔道選手権大会　3位
- 2002年 - チェコ国際　3位
- 2002年 - オセアニア選手権　優勝
- 2002年 - 英連邦競技大会　優勝
- 2003年 - オセアニア選手権　優勝
- 2004年 - オセアニア選手権　優勝
- 2008年 - オセアニア選手権　優勝
- 2008年 - 北京オリンピック　5位